# Phish
 (juillet 2011).
Si vous disposez d'ouvrages ou d'articles de référence ou si vous connaissez des sites web de qualité traitant du thème abordé ici, merci de compléter l'article en donnant les références utiles à sa vérifiabilité et en les liant à la section « Notes et références ».
Phish est un groupe américain de rock progressif formé en 1983 dans le Vermont composé de Trey Anastasio (guitare), Jon Fishman (batterie), Mike Gordon (basse) et Page McConnell (claviers).

## Style musical
Leur musique est caractérisée par leur style éclectique, leurs improvisations et leur humour. Le plus souvent présenté comme un groupe de rock progressif ou jazz-rock, ils sont, aux États-Unis, les têtes de file du mouvement Jam Band initié dans les années 1960 par le Grateful Dead.
Les différentes influences musicales de chacun des membres se retrouvent dans leur musique : rock, jazz, rap, classique, country et reggae. Leurs compositions reflètent toutes ces influences et sont toujours variées. Des chansons pop couplet/refrain/solo côtoient de longs morceaux instrumentaux écrits comme de petites symphonies pour groupe de rock. Chaque période de leur carrière a un style de composition et d'instrumentation particulier.

### Concerts
Phish a acquis une certaine réputation en tant que groupe de scène et essaient de rendre chaque concert unique. L'improvisation est au cœur de leurs prestations, que ce soit au niveau du choix des morceaux que de leur interprétation. Il est rare d'entendre le même morceau joué à deux jours d'intervalle, même si ces concerts se déroulent à plusieurs centaines de kilomètres l'un de l'autre. C'est d'autant plus vrai lorsqu'ils jouent plusieurs soirs de suite au même endroit (4 fois à Red Rocks en 2009 par exemple). Tout au long d'une tournée, plus de la moitié des morceaux joués ne l'ont été qu'une seule fois.
Les fans de Phish aiment décortiquer et répertorier les setlists de tous les concerts. Le site de statistiques « ZZYZX's Phishtistics » nous apprend par exemple qu'ils ont joué, depuis 1983 et jusqu'en novembre 2014, 1 509 concerts, 826 morceaux différents dont 354 ne l'ont été qu'une seule fois et que le plus joué ne l'a été que dans 34 % des concerts.
Ils ont été parmi les premiers à organiser les festivals d'été, notamment au niveau de l'organisation. Le principe est de regrouper leurs fans dans un endroit généralement assez reculé pendant 2 ou 3 jours de fêtes et de rencontres artistiques avec, chaque soir, un concert de Phish (seul groupe se produisant sur scène, contrairement aux autres festivals multi-artistes). Depuis 1996, 10 événements de ce genre ont eu lieu regroupant parfois plus de 80 000 personnes.

### Improvisations
Chacun de leur morceau peut évoluer selon les riffs introduits par chaque membre et peut se transformer radicalement, que ce soit niveau rythme, tempo, ambiance, tonalité pour parfois aboutir à un enchaînement directe avec un autre morceau. Il leur arrive aussi de mélanger les morceaux en chantant les paroles de l'un sur la musique d'un autre ou en intégrant une chanson au milieu d'une autre (voire un album entier comme Dark Side of the Moon, joué au milieu d'Harpua le 2 novembre 1998).

### Enregistrements
Chaque concert étant unique à tous les niveaux, leur enregistrement a très tôt été une priorité pour le groupe. Depuis leur début, Phish autorise et encourage même le public à enregistrer leurs concerts et à les distribuer gratuitement. Dans les années 1980 et 1990, l'échange de cassettes puis de CD était la méthode la plus courante. Les tapers amélioraient leur équipement à chaque tournée pour proposer des enregistrements de meilleure qualité. À l'époque, il était parfois possible de se brancher directement sur la console de mixage, certains concerts ont donc circulé en qualité soundboard.
Cette politique libre a contribué à leur réputation. Par exemple, après leur première tournée en dehors de la Nouvelle-Angleterre au Colorado, les cassettes sont passées de main en main dans tout l'état et l'année suivante, sans aucune publicité, les concerts ont regroupé un public bien plus important.
Ils ont sorti leur premier CD live officiel, A Live One, en 1995. Depuis, de nombreux concerts ont été édités en CD ou DVD, parfois sous forme d'extraits compilés en albums (Slip Stitch and Pass, enregistré en Allemagne en 1997 ou Colorado 88) ou de coffrets rétrospectifs de plusieurs concerts (Hampton Comes Alive, At the Roxy ou the Clifford Ball)
Depuis leur retour en 2002, Phish a ouvert un site Internet permettant d'acheter et de télécharger les enregistrements de tous leurs nouveaux concerts, ainsi que des archives audio et/ou vidéo fréquemment mis à jour. Livephish.com a depuis élargi son catalogue pour proposer tous les albums studio et live sortis précédemment ainsi que les albums studio et certains lives des projets solos de chacun des membres. Il est possible de choisir différents formats de fichiers : MP3 (256 kbit/s), FLAC ou FLAC-HD. Certains concerts sont aussi proposés en CD et des bundles permettent d'acheter plusieurs concerts en même temps ou différents formats (MP3+CD ou audio+vidéo).

### Reprises
La diversité de style vient aussi des nombreuses reprises jouées sur scène. Il s'agissait d'ailleurs d'une des conditions, au tout début du groupe, pour que Mike l'intègre : bien que Trey soit très prolifique au niveau de l'écriture, il fallait continuer à jouer des reprises. Malgré leur répertoire de plus de 250 morceaux originaux, cela reste encore à l'heure actuelle une part importante de leurs shows. Cela peut aller du simple tease au milieu d'un jam à l'album entier joué comme un « costume musical » lors de leurs concerts d'Halloween (Exile on Main Street des Rolling Stones en 2009). Certains morceaux n'ont été joués qu'une seule fois comme un hommage (Bohemian Rhapsody de Queen au nouvel an 1996/97 avec un chœur de gospel) ou comme une blague (I Kissed a Girl massacré par Fishman à la fin de l'été 2009). D'autres sont intégrées régulièrement au point d'être autant attendues par les fans qu'un morceau original et donnent lieu aux mêmes longues improvisations. Parmi les reprises courantes on peut noter : Peaches en Regalia de Frank Zappa, Loving Cup des Rolling Stones, A Day in the Life des Beatles, Drowned des Who, Rock and Roll de Velvet Underground, Good Times, Bad Times de Led Zeppelin, Boogie On Reggae Woman de Stevie Wonder, Funky Bitch de Son Seals.

### Humour
L'humour est très important dans le monde de Phish, que ce soit dans les paroles même des chansons (exemple avec Fee, qui raconte le trio amoureux entre un chimpanzé, un furet et une chanteuse de gospel) ou dans la manière de les jouer (en sautant sur un trampoline sur You Enjoy Myself ou avec un solo d'aspirateur de Jon Fishman, le batteur). Ils ont aussi pour habitude de répondre sur scène de manière détournée aux demandes des fans faites sur Internet (exemple avec un concert où le début des titres des chansons épelait Lushington, le nom d'un morceau réclamé depuis plus de 20 ans, sans le jouer).

### Instruments
Chaque membre de Phish est multi-instrumentiste. Quand Jon Fishman, normalement batteur, joue de l'aspirateur, Trey Anastasio (guitariste) le remplace à la batterie. Certains jams ont donné lieu à des rotations où les instruments se sont échangés tout en continuant de jouer. D'autres morceaux ont même été écrits avec ces changements en tête comme Acoustic Army (une fugue instrumentale pour 4 guitares acoustiques) ou Walfredo. Ils chantent aussi tous selon les morceaux.

## Popularité
Ils ont acquis une certaine notoriété aux États-Unis et ont gagné une place dans la culture américaine malgré le fait qu'ils ne suivent pas du tout les normes de l'industrie musicale : peu d'albums studio qui n'ont pas eu un franc succès, aucun single à la radio et un seul clip au visuel amateur en 1994. Leur réputation s'est faite par le bouche à oreille et l'échange entre fan des enregistrements de leurs concerts. Ils arrivent cependant à regrouper un nombre important de fans (plus de 70 000 lors de leur concert à Coventry en 2004).
Dernièrement, deux événements ont accru leur popularité :
- Trey a été désigné pour introduire Genesis au Rock and Roll Hall of Fame et Phish a joué deux de leurs morceaux sur scène ;
- ils ont annoncé le 16 mars 2010 une tournée pour l'été suivant avec notamment trois concerts à Berkley[Lequel ?], près de San Francisco, suivis un jour plus tard de 2 concerts dans la petite ville de Telluride, à 1 700 km de là, dans les montagnes du Colorado. Ces deux lieux ont été symboliques pour Phish dans leur début de carrière et ils n'y ont pas joué depuis plusieurs années (depuis 1991 pour Telluride alors que cette ville a été la destination de leur première tournée hors de la Nouvelle-Angleterre). Dès le lendemain, tous les vols entre San Francisco/Hawkland et Telluride étaient complets pour ces dates, quelle que soit la compagnie ou l'aéroport.

Ils ont aussi fait quelques apparitions à la télévision comme au Late Show de David Letterman, Saturday Night Live ou dans Les Simpson et South Park.

### Séparations
Après avoir tournée quasiment sans interruption depuis 1985, ils ont marqué une pause lors d'un hiatus d'octobre 2000 jusqu'au 31 décembre 2002. Moins de deux ans plus tard, ils ont annoncé leur séparation définitive pour le 15 août 2004.
Ces séparations étaient motivées par l'ampleur de leur organisation qui était devenue trop grande pour eux et avaient des effets pervers : faire des tournées pour payer les employés, le stress de la responsabilité de tant de gens, la liste des invités aux after de plus en plus grande et donc de plus en plus de drogues en circulation.
Trey Anastasio a été arrêté en possession de drogue au volant de sa voiture en 2008 et a été contraint de suivre un programme de réhabilitation. Il en est revenu sain, ce qui a permis d'envisager une reformation du groupe.
Ils sont revenus sur scène ensemble le 6 mars 2009 à Hampton, en Virginie, et ont poursuivi l'année avec 2 tournées, un festival à Halloween et 4 concerts pour le nouvel an à Miami.

### Dans le reste du monde
Phish est peu connu en Europe ou ailleurs dans le monde. La raison est probablement le fait qu'ils n'ont pas fait beaucoup de tournées hors États-Unis. Ils ont fait les premières partie des Violent Femmes et Lou Reed en 1992 et de Santana en 1996 et 1997. Leur dernière venue en Europe date de 1998 où ils n'ont joué qu'en Espagne, au Danemark et en République tchèque. Leur dernier concert à l'étranger fut lors d'une petite tournée au Japon en juin 2000.

### Autres projets
Parallèlement à Phish, chaque membre a un ou plusieurs autres projets musicaux. Cela peut être un groupe solo (Mike Gordon ou Page McConnell) ou la participation à d'autres groupes (Vida Blue pour Page McConnell, Oysterhead pour Trey Anastasio avec Les Claypool de Primus et Stewart Copeland de Police). Le plus prolifique restant Trey Anastasio qui a eu, à lui seul, plus de quinze projets différents dont 10 incarnations de son propre groupe solo, du trio au dectet et même l'orchestral.

## Discographie

### Albums Studio
| Date de publication                                                | Titre                              |
| 1er août 1998 Circulation non officielle à partir de 1986          | Phish                              |
| Circulation non officielle à partir de 1987                        | The Man Who Stepped into Yesterday |
| 8 mai 1989 Cassette en 1988                                        | Junta                              |
| 21 septembre 1990                                                  | Lawn Boy                           |
| 12 février 1992                                                    | A Picture of Nectar                |
| 2 février 1993                                                     | Rift                               |
| 29 mars 1994                                                       | Hoist                              |
| 15 octobre 1996                                                    | Billy Breathes                     |
| 27 octobre 1998                                                    | The Story of the Ghost             |
| 16 mai 2000                                                        | Farmhouse                          |
| 7 novembre 2000 Disponible sur le site officiel le 15 juillet 1999 | The Siket Disc                     |
| 12 décembre 2002                                                   | Round Room                         |
| 15 juin 2004                                                       | Undermind                          |
| 8 septembre 2009                                                   | Joy                                |
| 24 juin 2014                                                       | Fuego                              |

### Albums live traditionnels
| Date & Lieu                                               | Date de publication | Titre                                               |
| Divers concerts de 1994                                   | 27 juin 1995        | A Live One                                          |
| 1er mars 1997 Markthalle Club, Hambourg, Allemagne        | 28 octobre 1997     | Slip Stitch and Pass                                |
| 20 & 21 novembre 1998 Hampton Coliseum, Hampton, Virginie | 23 novembre 1999    | Hampton Comes Alive                                 |
| 31 décembre 1995 Madison Square Garden, New York          | 20 décembre 2005    | New Year's Eve 1995 - Live at Madison Square Garden |
| 17 juin 2004 KeySpan Park, Brooklyn, New York             | 11 juillet 2006     | Live in Brooklyn                                    |
| 28 juillet-5 août 1988 Telluride and Aspen, Colorado      | 31 octobre 2006     | Colorado '88                                        |
| 6 décembre 1996 Aladdin Theatre, Las Vegas, Nevada        | 20 novembre 2007    | Vegas 96                                            |
| 19, 20, 21 février 1993 Roxy Theatre, Atlanta, Géorgie    | 18 novembre 2008    | At the Roxy                                         |

### Phish, lasérie live
Débuté fin 2001, la série live Phish regroupe des concerts complets choisis dans l'ensemble de leur carrière.
| Date d'enregistrement | Date de publication | Titre                | Lieu d'enregistrement                                          |
| 14 décembre 1995      | 18 septembre 2001   | Live Phish Volume 1  | Broome County Arena, Binghamton                                |
| 16 juillet 1994       | 18 septembre 2001   | Live Phish Volume 2  | Sugarbush Summerstage, North Fayston, Vermont                  |
| 14 septembre 2000     | 18 septembre 2001   | Live Phish Volume 3  | Darien Lake Performing Arts Center, Darien Center, New York    |
| 14 juin 2000          | 18 septembre 2001   | Live Phish Volume 4  | Drum Logos, Fukuoka, Japon                                     |
| 8 juillet 2000        | 18 septembre 2001   | Live Phish Volume 5  | Alpine Valley Music Theater, East Troy, Wisconsin              |
| 27 novembre 1998      | octobre 30, 2001    | Live Phish Volume 6  | Worcester's Centrum Centre, Worcester, Massachusetts           |
| 14 août 1993          | 16 avril 2002       | Live Phish Volume 7  | World Music Theatre, Tinley Park, Illinois                     |
| 10 juillet 1999       | 16 avril 2002       | Live Phish Volume 8  | E Centre, Camden, New Jersey                                   |
| 26 août 1989          | 16 avril 2002       | Live Phish Volume 9  | Townshend Family Park, Townshend, Vermont                      |
| 22 juin 1994          | 16 avril 2002       | Live Phish Volume 10 | Veterans Memorial Auditorium, Columbus, Ohio                   |
| 17 novembre 1997      | 16 avril 2002       | Live Phish Volume 11 | McNichols Sports Arena, Denver, Colorado                       |
| 13 août 1996          | 16 avril 2002       | Live Phish Volume 12 | Deer Creek Music Center, Noblesville, Indiana                  |
| 31 octobre 1994       | 29 octobre 2002     | Live Phish Volume 13 | Glens Falls Civic Center, Glens Falls, New York                |
| 31 octobre 1995       | 29 octobre 2002     | Live Phish Volume 14 | Rosemont Horizon, Rosemont, Illinois                           |
| 31 octobre 1996       | 29 octobre 2002     | Live Phish Volume 15 | The Omni, Atlanta, Géorgie                                     |
| 31 octobre 1998       | 29 octobre 2002     | Live Phish Volume 16 | Thomas & Mack Center, Las Vegas, Nevada                        |
| 15 juillet 1998       | 20 mai 2003         | Live Phish Volume 17 | Portland Meadows, Portland, Oregon                             |
| 7 mai 1994            | 20 mai 2003         | Live Phish Volume 18 | The Bomb Factory, Dallas, Texas                                |
| 12 juillet 1991       | 20 mai 2003         | Live Phish Volume 19 | Colonial Theatre, Keene, New Hampshire                         |
| 29 décembre 1994      | 20 mai 2003         | Live Phish Volume 20 | Providence Civic Center, Providence, Rhode Island              |
| 28 février 2003       | 24 février 2004     | Live Phish 02.28.03  | Nassau Coliseum, Uniondale, New York                           |
| 15 juillet 2003       | 24 février 2004     | Live Phish 07.15.03  | USANA Amphitheatre, West Valley City, Utah                     |
| 29 juillet 2003       | 24 février 2004     | Live Phish 07.29.03  | Post-Gazette Pavilion at Star Lake, Burgettstown, Pennsylvanie |
| 2 avril 1998          | 20 juillet 2005     | Live Phish 04.02.98  | Nassau Coliseum, Uniondale, New York                           |
| 3 avril 1998          | 20 juillet 2005     | Live Phish 04.03.98  | Nassau Coliseum, Uniondale, New York                           |
| 4 avril 1998          | 20 juillet 2005     | Live Phish 04.04.98  | Providence Civic Center, Providence, Rhode Island              |
| 5 avril 1998          | 20 juillet 2005     | Live Phish 04.05.98  | Providence Civic Center, Providence, Rhode Island              |

### Vidéos
| Date d'enregistrement | Date de publication | Titre                                                                         | Lieu                                   | Format                                                   |
| 1993                  | 1994                | Tracking                                                                      | Los Angeles, Californie (documentaire) | VHS                                                      |
| 1997 - 1998           | 6 mars 2001         | Bittersweet Motel                                                             | Divers (documentaire)                  | DVD                                                      |
| 30 septembre 2000     | 12 novembre 2002    | Live in Vegas                                                                 | Las Vegas, Nevada                      | DVD                                                      |
| 2 & 3 août 2003       | 12 octobre 2004     | It                                                                            | It, Limestone, Maine                   | DVD                                                      |
| 2004                  | 15 juin 2004        | Specimens of Beauty                                                           | Richmond, Vermont (documentary)        | DVD - inclus dans le premier tirage de l'album Undermind |
| 17 juin 2004          | 11 juillet 2006     | Live in Brooklyn                                                              | Brooklyn, New York                     | 2 DVD                                                    |
| juillet 22, 1997      | 5 août 2008         | Walnut Creek                                                                  | Raleigh, Caroline du Nord              | DVD                                                      |
| 16 & 17 août 1996     | 3 mars 2009         | The Clifford Ball                                                             | Plattsburgh, New York                  | 6 DVD                                                    |
| 2 novembre 1996       | 2010                | Coral Sky                                                                     | West Palm Beach, Floride               | 2 DVD                                                    |
| 14 & 15 août 2010     | 2010                | Live at the Legendary Alpine Valley Music Theatre - August 14th and 15th 2010 | East Troy, Wisconsin                   | 2 DVD + 2 CD                                             |
| 20 octobre 2010       | 24 mai 2011         | Live in Utica                                                                 | Utica, New York                        | 2 DVD + 2 CD                                             |

### Singles
| Année | Chanson                         | Position dans les charts | Position dans les charts | Position dans les charts | Position dans les charts | Album               |
| Année | Chanson                         | Billboard Mod Rock       | Billboard Main Rock      | Billboard Adult Top 40   | Billboard Triple A       | Album               |
| ----- | ------------------------------- | ------------------------ | ------------------------ | ------------------------ | ------------------------ | ------------------- |
| 1991  | Bouncing Around the Room        | -                        | -                        | -                        | -                        | Lawn Boy            |
| 1992  | Chalkdust Torture               | -                        | -                        | -                        | -                        | A Picture of Nectar |
| 1993  | Fast Enough for You             | -                        | -                        | -                        | -                        | Rift                |
| 1994  | Down with Disease               | -                        | 33                       | -                        | -                        | Hoist               |
| 1994  | Sample in a Jar                 | -                        | -                        | -                        | -                        | Hoist               |
| 1994  | Julius                          | -                        | -                        | -                        | -                        | Hoist               |
| 1995  | Bouncing Around the Room (live) | -                        | -                        | -                        | -                        | A Live One          |
| 1996  | Free                            | 24                       | 11                       | -                        | -                        | Billy Breathes      |
| 1997  | Character Zero                  | -                        | -                        | -                        | -                        | Billy Breathes      |
| 2000  | Heavy Things                    | -                        | -                        | 29                       | 2                        | Farmhouse           |
| 2004  | The Connection                  | -                        | -                        | -                        | 2                        | Undermind           |
| 2009  | Time Turns Elastic              | -                        | -                        | -                        | -                        | Joy                 |
| 2009  | Backwards Down the Number Line  | -                        | -                        | -                        | 30                       | Joy                 |

## Livres
- The Phish Book (biographie officielle écrite par Phish et Richard Gehr - 1998)
- Phish: The Biography (biographie officielle écrite par Parke Puterbaugh - 2009)

## Anecdotes
- Phish a servi de guest star dans un épisode du dessin animé Les Simpson.
- En août 2000, Mike Gordon, bassiste du groupe a filmé les sessions d'enregistrement d'hommage à Allen Woody du groupe Gov't Mule, décédé, ce qui aboutira au documentaire Rising Low.
- Mango Song, The, chanson de Phish est répertoriée dans la liste de chansons ayant trait aux psychotropes.
- Il existe un String Quartet Tribute to Phish.
- Dans le film biographique 127 heures, Aron Ralston (James Franco) porte durant l'accident de randonnée un t-shirt du Fall Tour 2000. Il se met également à chanter la chanson Sleeping Monkey au début du film, après avoir plongé dans un bassin souterrain.